# Jürgen Grabowski

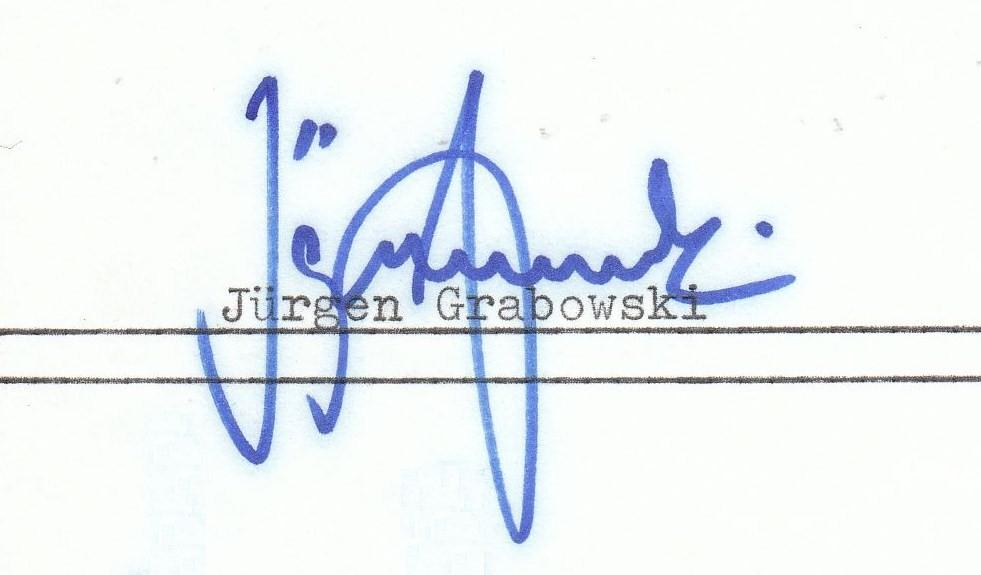
Autogramm von Jürgen Grabowski aus der Saison 1978/79

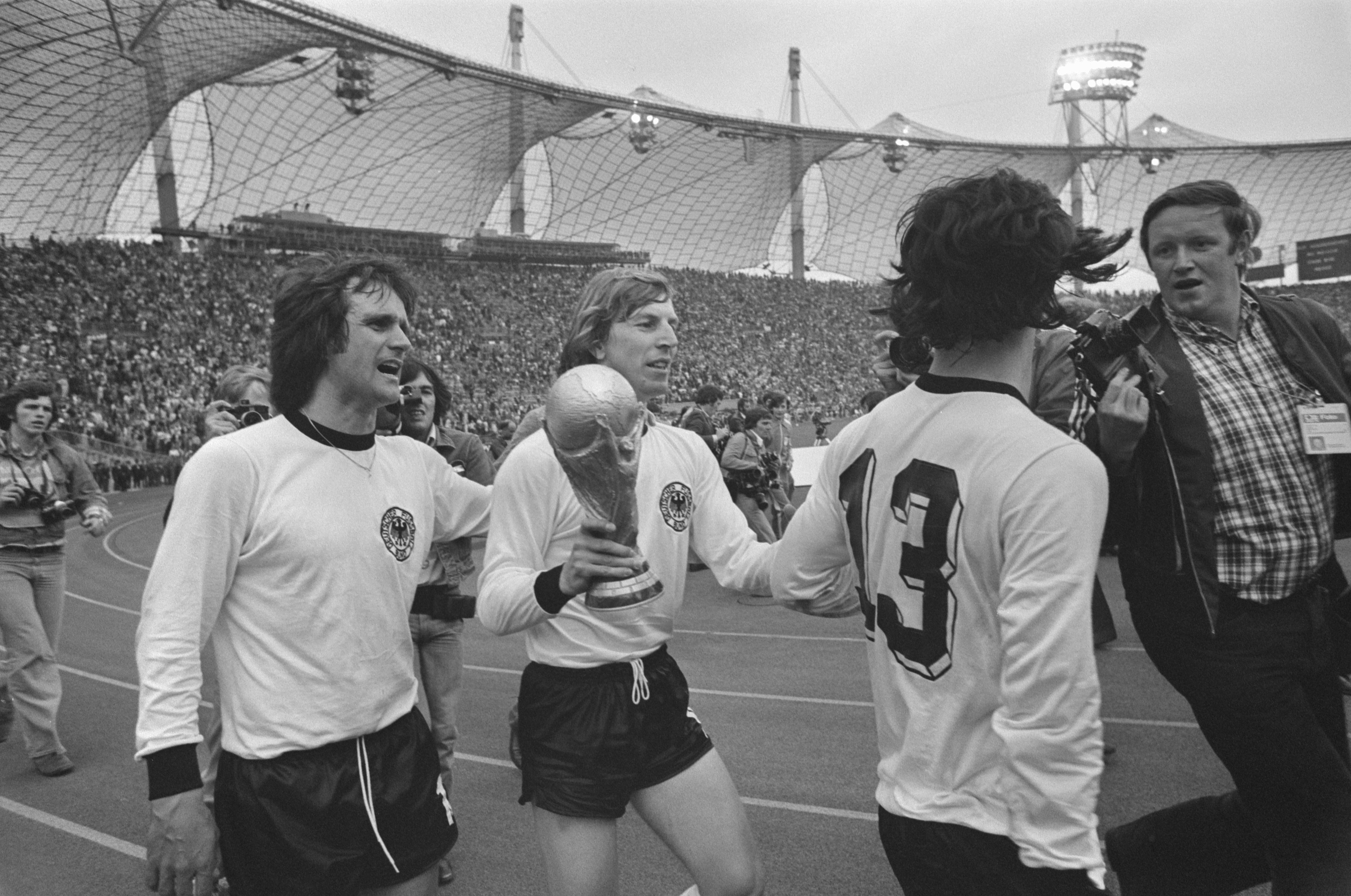
Jürgen Grabowski mit dem WM-Pokal nach dem Finalsieg bei der Weltmeisterschaft 1974. Zusammen mit Wolfgang Overath (links) und Gerd Müller (rechts) dreht er im Münchener Olympiastadion eine Ehrenrunde

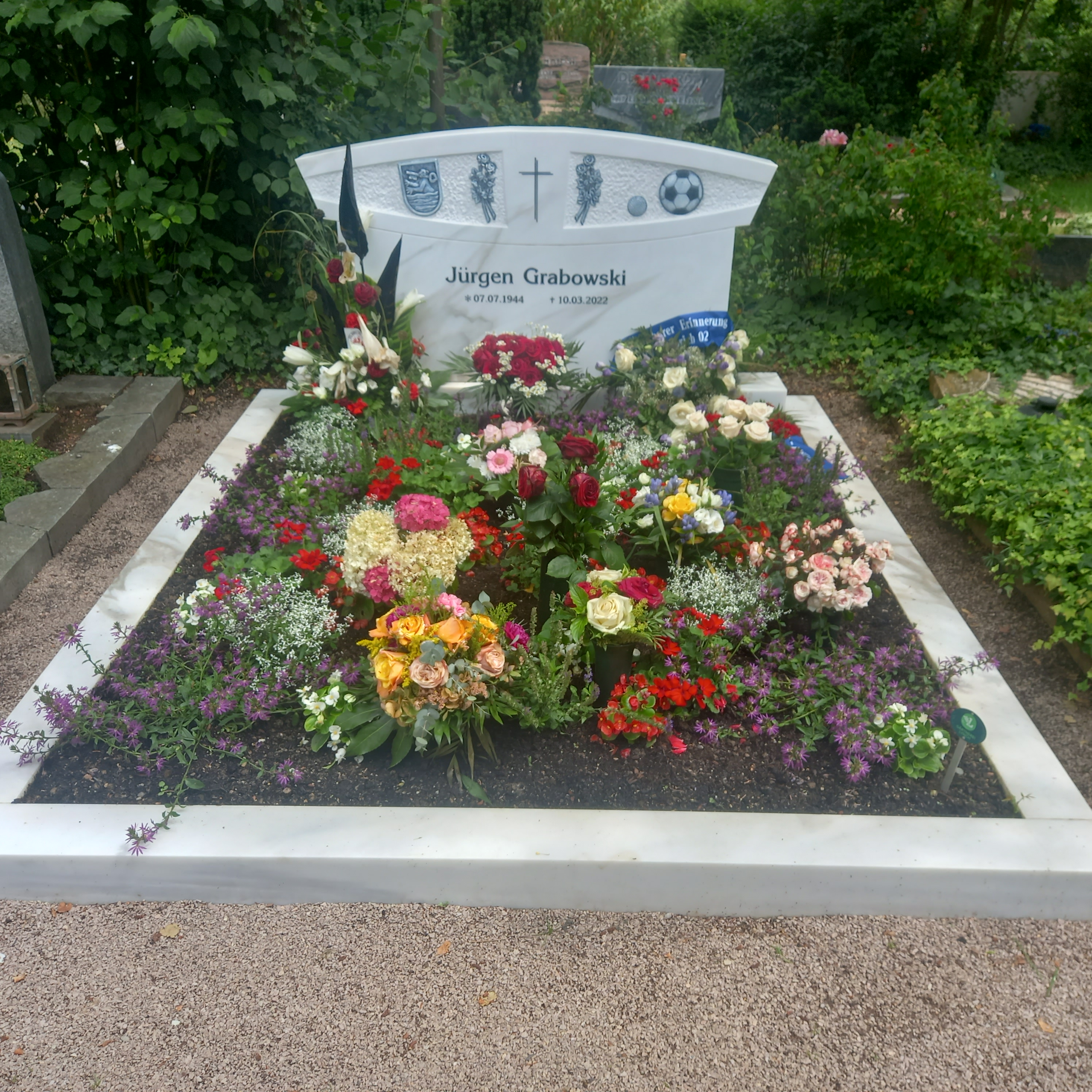
Das Grab von Jürgen Grabowski auf dem Friedhof Biebrich in Wiesbaden

Jürgen „Grabi“ Grabowski (* 7. Juli 1944 in Wiesbaden; † 10. März 2022 ebenda) war ein deutscher Fußballspieler, der zwischen 1965 und 1980 für Eintracht Frankfurt in der Bundesliga spielte. Für die deutsche Fußballnationalmannschaft bestritt der Offensivspieler 44 A-Länderspiele und wurde 1972 Europa- und 1974 Weltmeister.

## Vereinskarriere
Im Alter von acht Jahren trat Grabowski in seinen Heimatverein SV Biebrich 1919 ein. Mit 16 Jahren wechselte er zum Nachbarverein FV Biebrich 1902, da sein vorheriger Verein keine Mannschaft mehr stellen konnte. Mit der Biebricher A-Jugend gelangen ihm erste Erfolge, unter anderem die Vize-Hessenmeisterschaft. Damals konnten Mannschaften wie Darmstadt 98, Eintracht Frankfurt und Kickers Offenbach besiegt werden. Erst im Finale verlor seine Mannschaft gegen Hessen Kassel.
1965 wechselte Grabowski in die Bundesliga zu Eintracht Frankfurt. Mit der Eintracht wurde er 1974 und 1975 Deutscher Pokalsieger. An den UEFA-Pokal-Finalspielen 1980 konnte er verletzungsbedingt nicht mehr teilnehmen.
1980 musste Grabowski seine Laufbahn als aktiver Fußballer beenden, nachdem ihn der damals noch junge Lothar Matthäus durch eine Grätsche schwer verletzt hatte. Für die Eintracht bestritt er 441 Bundesligaspiele, in denen er 109 Tore schoss. Bei 45 Einsätzen im DFB-Pokal erzielte er 19 Tore, bei 40 Europapokaleinsätzen neun Tore und bei sechs Einsätzen in der Intertotorunde drei Tore.
In der Saison 1983/84 war er zusammen mit Klaus Mank kurzzeitig Interimstrainer von Eintracht Frankfurt. Auch in der Saison 1977/78 war er für wenige Tage Interimstrainer. Grabowski war Ehrenspielführer der Eintracht.

## Nationalmannschaftskarriere
Für die deutsche Fußballnationalmannschaft bestritt Grabowski insgesamt 44 Länderspiele, erzielte dabei fünf Treffer und nahm an drei Fußball-Weltmeisterschaften und einer Europameisterschaft teil. Nach einem Auftritt in der Amateurnationalmannschaft 1965 absolvierte er mit 21 Jahren sein erstes Länderspiel am 4. Mai 1966 gegen Irland. Bei der Weltmeisterschaft 1966 in England wurde er mit der Nationalmannschaft Vize-Weltmeister, bestritt allerdings kein einziges Spiel (diese WM wurde noch ohne jegliche Auswechslungen durchgeführt). Nachdem er am 22. November 1967 sein einziges Länderspiel für die U-23-Nationalmannschaft beim 1:1-Unentschieden gegen die Auswahl Rumäniens in Saarbrücken bestritten hatte, kehrte er erst 1970 bei den WM-Vorbereitungsspielen in den Kader der Nationalmannschaft zurück. Er schaffte seinen Durchbruch als Nationalspieler bei der Weltmeisterschaft 1970 in Mexiko, bei der die deutsche Mannschaft Dritter wurde; hier erwarb er sich den Ruf als „bester Auswechselspieler der Welt“. Er wurde in fast jedem Spiel eingewechselt, fand sich in der Regel sehr schnell in das Spiel und konnte ihm so entscheidende Impulse vermitteln. Beim fast verloren geglaubten Viertelfinalspiel gegen England war er wesentlich für den Umschwung auf die Siegerstraße verantwortlich. Beim sogenannten Jahrhundertspiel gegen Italien spielte er von Beginn an und war einer der Besten. Er schlug die Flanke, die „ausgerechnet Schnellinger“ zu seinem berühmten Ausgleichstor in letzter Sekunde verwerten konnte.
Danach gehörte er zu den Stammspielern des Nationalteams und spielte in allen Qualifikationsspielen für die nächste Europameisterschaft, wie auch bis Ende 1971 in allen Freundschaftsspielen. Zu Beginn der Europameisterschaft 1972 war er schließlich auch Bestandteil jener Mannschaft, die im Viertelfinalhinspiel am 29. April 1972 im Wembley-Stadion mit überragendem Fußball 3:1 gegen England gewann und oft als die beste deutsche Nationalmannschaft aller Zeiten bezeichnet wird. Für das Rückspiel fiel er jedoch verletzungsbedingt aus, wodurch er nach seiner Genesung zwar zum 18-köpfigen Kader für das Endturnier der Europameisterschaft in Belgien gehörte, jedoch wieder in die Rolle des Edel-Reservisten zurückfiel. Als solcher konnte er im Halbfinale gegen Belgien überzeugen. Auch wenn er dann im Finale nicht mehr zum Einsatz kam, gewann er doch mit der Europameisterschaft 1972 (er wurde in zwei der 4 Spiele eingesetzt) seinen ersten internationalen Titel.
Bei der Weltmeisterschaft 1974 in Deutschland wurde Grabowski Weltmeister. Nachdem er wegen einer schwachen Leistung bei der Niederlage gegen die DDR in der 1. Gruppenphase vorübergehend in Ungnade gefallen war, wurde er in der zweiten Finalrunde im dramatischen Spiel gegen Schweden (4:2) in seiner „Mexiko-Rolle“ als Auswechselspieler zum Matchwinner, schoss das Tor zum 3:2 und erkämpfte sich so seinen Stammplatz zurück. Im Quasi-Halbfinale gegen Polen und beim Finale gehörte er zu den besten deutschen Spielern. Im Finale brachte er die holländische Abwehr öfter in Verlegenheit und leitete mit einem raumöffnenden Pass auf Bonhof den Spielzug zum Siegtor ein. Fast vergessen ist, dass er auch in der 2. Halbzeit mit einem perfekten Pass Müller freispielte, mit dem dieser ein zu Unrecht (wegen angeblichem Abseits) nicht gewertetes Tor erzielte, es hätte das 3:1 sein müssen. Das 2:1 im Finale gegen die Niederlande war sein letztes Länderspiel, es fand an seinem 30. Geburtstag statt. Zusammen mit Overath und Müller trat er aus der Nationalmannschaft zurück, obwohl er genau wie Müller noch mehrere Jahre dort hätte spielen können.
Aufgrund seiner teilweise herausragenden Leistungen im Trikot der Frankfurter Eintracht in der zweiten Hälfte der 1970er-Jahre, und in Ermangelung eines Spielmachers, versuchte der damalige Bundestrainer Helmut Schön, Grabowski im Vorfeld der Fußball-Weltmeisterschaft 1978 in Argentinien zu einem Comeback in der Nationalmannschaft zu überreden, was dieser nach einiger Bedenkzeit jedoch ablehnte.

## Nach der Karriere
Grabowski war Vorstand der Schlappekicker-Aktion der Frankfurter Rundschau, die unter anderem in Not geratene Sportler unterstützt.
Nach dem Karriereende lebte er in Taunusstein, wo er auch eine Versicherungsagentur der Gothaer Versicherung betrieb.
In den letzten Lebensjahren schränkte ihn eine Nierenkrankheit ein, weshalb er regelmäßig zur Dialyse musste. Er brach sich bei einem Sturz im Bad den Oberschenkel, worauf er in ein Wiesbadener Krankenhaus eingeliefert wurde. Jürgen Grabowski starb im Alter von 77 Jahren nach einer Operation am Oberschenkel an Multiorganversagen und wurde in seiner Heimatstadt auf dem Friedhof von Biebrich beigesetzt.

## Erfolge als Spieler
Deutsche Nationalmannschaft
- Weltmeister: 1974
- Vize-Weltmeister: 1966 (ohne Einsatz)
- WM-Dritter: 1970
- Europameister: 1972

Eintracht Frankfurt
- International Football Cup: 1967
- DFB-Pokal-Sieger: 1974, 1975
- UEFA-Pokal-Sieger: 1980

## Ehrungen
Im Winter 1977/78 wurde Grabowski in der Rangliste des deutschen Fußballs als Weltklasse eingestuft. Für den Gewinn der Fußballweltmeisterschaft 1974 wurde ihm das Silberne Lorbeerblatt verliehen.
Seit dem 23. Januar 2013 ziert ein Abbild von Jürgen Grabowski eine der zwölf „Säulen der Eintracht“ im U-Bahnhof Willy-Brandt-Platz in Frankfurt.
Am 3. Dezember 2014 verlieh ihm – gemeinsam mit Bernd Hölzenbein – der hessische Ministerpräsident Volker Bouffier den Hessischen Verdienstorden.
Im Fanlied Schwarz-Weiß wie Schnee der Frankfurter Band Tankard wird ihm eine eigene Strophe gewidmet:
Wir haben die Eintracht im Endspiel gesehn
mit dem Jürgen, mit dem Jürgen
Sie spielte so gut und sie spielte so schön
mit dem Jürgen Grabowski!
Am 8. April 2022 gab Eintracht Frankfurt bekannt, dass die Gegentribüne des Deutsche Bank Parks nach Jürgen Grabowski benannt werde.
Am 12. April 2023 wurde der Sportplatz des FV Biebrich 02 in „Jürgen-Grabowski-Sportfeld“ umbenannt. Auf diesem Platz begann seine Karriere; er war 62 Jahre lang Mitglied des Vereins.

## Film
- 2019: Grabowski – die Eintracht-Legende (ein Film zum 75. Geburtstag von Florian Naß und Heiko Neumann)